# Regionala konstmuseer i Finland
Regionala konstmuseer i Finland  är en grupp på 16 museer som geografiskt täcker Finland, med undantag för Åland.
De regionala konstmuseerna främjar och utvecklar verksamheten vid de kulturhistoriska museerna och konstmuseerna samt utvecklar museisamarbetet inom sitt eget område.

## Regionala konstmuseer
| Museum                      | Stad          | Region                                    | Invigt | Koordinater                                            | Bild |
| --------------------------- | ------------- | ----------------------------------------- | ------ | ------------------------------------------------------ | ---- |
| Björneborgs konstmuseum     | Björneborg    | Satakunta                                 | 1979   | 61°29′24.5″N 21°47′39.0″Ö / 61.490139°N 21.794167°Ö    |      |
| Helsingfors konstmuseum HAM | Helsingfors   | Nyland, Östra Nyland                      | 1974   | 60°10′11″N 024°55′49″Ö / 60.16972°N 24.93028°Ö         |      |
| Joensuu konstmuseum         | Joensuu       | Norra Karelen                             | 1910   | 62°36′05″N 029°45′30″Ö / 62.60139°N 29.75833°Ö         |      |
| Jyväskylä konstmuseum       | Jyväskylä     | Mellersta Finland                         | 1998   | 62°14′02″N 25°43′53″Ö / 62.2338°N 25.7313°Ö            |      |
| Kemi konstmuseum            | Kemi          | Tornedalen, Meri-Lappi                    | 1947   | 65°44′09″N 24°33′27″Ö / 65.73583°N 24.55750°Ö          |      |
| Kuopio konstmuseum          | Kuopio        | Norra Savolax                             | 1980   | 62°53′31″N 027°40′58″Ö / 62.89194°N 27.68278°Ö         |      |
| Lahtis konstmuseum          | Lahtis        | Päijänne-Tavastland                       | 1950   | 60°59′2.33″N 25°39′44.77″Ö / 60.9839806°N 25.6624361°Ö |      |
| Nelimarkkamuseet            | Alajärvi      | Södra Österbotten                         | 1964   | 63°00′54″N 23°50′06″Ö / 63.01500°N 23.83500°Ö          |      |
| Rovaniemi konstmuseum       | Rovaniemi     | Lappland (utom Tornedalen och Meri-Lappi) | 1983   | 66°30′05″N 25°43′08″Ö / 66.50139°N 25.71889°Ö          |      |
| S:t Michels konstmuseum     | S:t Michel    | Södra Savolax                             | 1976   |                                                        |      |
| Södra Karelens konstmuseum  | Villmanstrand | Södra Karelen, Kymmenedalen               | 1965   | 61°03′53″N 28°10′59″Ö / 61.064734°N 28.182972°Ö        |      |
| Tammerfors konstmuseum      | Tammerfors    | Birkaland                                 | 1931   | 61°29′55″N 23°44′38″Ö / 61.49861°N 23.74389°Ö          |      |
| Tavastehus konstmuseum      | Tavastehus    | Egentliga Tavastland                      | 1962   | 60°59′52″N 24°28′30″Ö / 60.99778°N 24.47500°Ö          |      |
| Uleåborgs konstmuseum       | Uleåborg      | Norra Österbotten, Kajanaland             | 1963   | 65°01′06″N 025°28′55″Ö / 65.01833°N 25.48194°Ö         |      |
| Åbo konstmuseum             | Åbo           | Egentliga Finland                         | 1904   | 60°27′15″N 22°15′42″Ö / 60.45417°N 22.26167°Ö          |      |
| Österbottens museum         | Vasa          | Österbotten, Mellersta Österbotten        | 1896   | 63°05′58″N 21°36′07″Ö / 63.099446°N 21.601806°Ö        |      |